# موراي ماكديرموت
موراي ماكديرموت (بالإنجليزية: Murray McDermott)‏ (2 فبراير 1950 بإدنبرة في المملكة المتحدة - 2003) هو لاعب كرة قدم بريطاني في مركز حراسة المرمى. لعب مع ريث روفرز ونادي بارتيك ثيسل وهارت أوف ميدلوثيان وبيرويك راينجرز ونادي اربوراث ونادي غرينوك مورتون ونادي ليفينغستون لكرة القدم.